# Anne-Frank-Gesamtschule (Düren)

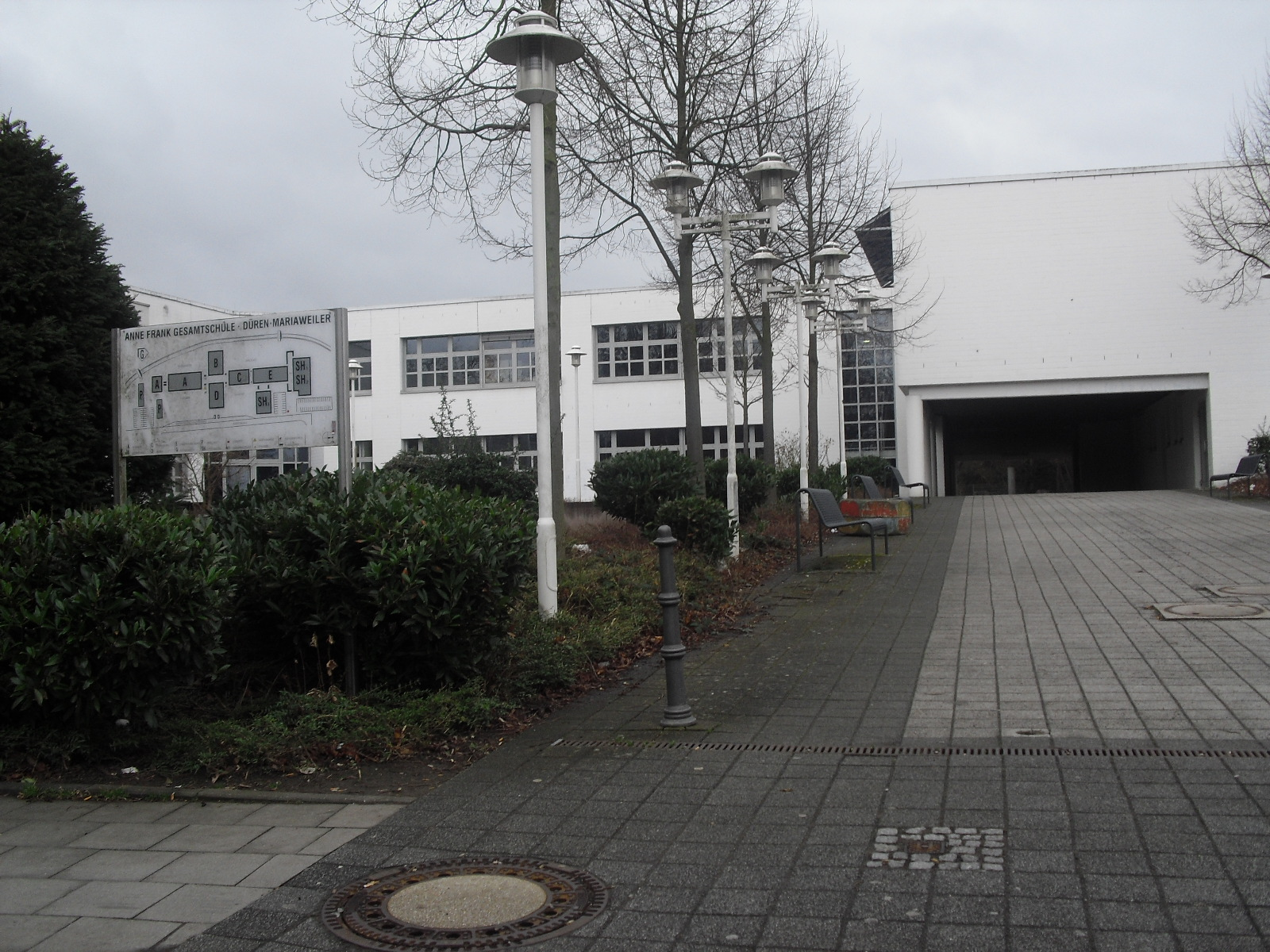
Teilansicht der Schule

Die Anne-Frank-Gesamtschule – abgekürzt AFG – ist eine integrierte Gesamtschule im Dürener Stadtteil Mariaweiler in Nordrhein-Westfalen.
Die Gesamtschule vermittelt alle Schulabschlüsse der Sekundarstufe I: Hauptschulabschluss und Fachoberschulreife (Realschulabschluss). Mit dem Erwerb der erforderlichen Qualifikation (FORQ) kann der Schulbesuch in der Gymnasialen Oberstufe bis zum Abitur fortgeführt werden.
Die etwa 950 Schüler werden von 68 Lehrkräften unterrichtet. Besondere Fächer sind Bläserausbildung, Stimmbildung, Sozial-, Kooperations- und Kommunikationstraining.
Neben den schulformspezifischen Unterschieden zu anderen Bildungsstätten stand für die Schule von Beginn an fest, dass die Anne-Frank-Gesamtschule nicht nur einfach eine weitere Schule sein sollte. Bereits die sehr früh und ganz bewusst erfolgte Namensgebung der Schule verdeutlicht, dass man sich neben dem Bildungsauftrag auch Werten verpflichtet sieht.

## Geschichte
Die Heinrich-Böll-Gesamtschule Düren im Osten von Düren hatte in den 1980er Jahren erhebliche Raumprobleme. Deshalb wurde die ehemalige Hauptschule in Mariaweiler als Dependance dieser Gesamtschule umgebaut. Sehr schnell zeigte die Zweigstelle ein klares pädagogisches Profil, das auf eine unerwartet hohe Akzeptanz stieß. So wurde die Schule im Jahre 1988 eigenständig und erhielt den Namen des jüdischen Mädchens Anne Frank, welches dem Holocaust im KZ Bergen-Belsen zum Opfer fiel. Im Rahmen eines Pilotprojektes „Schulseelsorge“ wurde 1991 das Projekt des Eine-Welt Ladens an der AFG begonnen.

## Verkehrsanbindung
Abgestimmt auf die Schulzeiten wird die AFG von den AVV-Linien 237, 239 und 240 der Rurtalbus bedient.
| Linie | Verlauf |
| ----- | --- |
| 237   | Düren Bf/ZOB – StadtCenter – (Mariaweiler Gesamtschule –) Mariaweiler – Echtz Badesee – Echtz – Geich – Obergeich – D’horn – (Schlich –) Merode – Pier – Jüngersdorf – Langerwehe Markt – Langerwehe Bf |
| 239   | Birgel – Gürzenich – Derichsweiler – Konzendorf – Echtz – Echtz Badesee – Mariaweiler – Gesamtschule |
| 240   | (Verstärkerfahrten) Mariaweiler Gesamtschule |

## Sonstiges
- Es findet ein Schüleraustausch mit einer französischen Schule statt, es gibt ein Projekt zum Thema Zeit des Nationalsozialismus in Kooperation mit einer polnischen Schule sowie eine jeweils im achten Jahrgang durchgeführte Schulfahrt nach London. Mit einer Schule in Sambia besteht ein Partnerschaftsprojekt.
- Die Schule wurde 2007 mit dem Schul-Gütesiegel „Gütesiegel individuelle Förderung“ ausgezeichnet.
- Im September 2008 wurde die AFG mit dem Schulentwicklungspreis „Gute Gesunde Schule“ der Unfallkassen NRW, der mit 12.000 Euro dotiert ist, ausgezeichnet.[2]
- Seit 2008 übernehmen die Schüler und Schülerinnen die Betreuung der Toilettenanlagen. Damit sollen Beschädigungen vermieden werden und die WC-Anlagen immer sauber gehalten werden.